# Ferrara
Ferrara (emilián–romanyol nyelven Frara) város Olaszországban, Emilia-Romagnában, Ferrara megye székhelye. Széles úthálózatra és számtalan palotára tett szert a 14. századtól kezdve, amikor is az Este-ház irányítása alá került. A modern idők az ipar fellendülését hozták magukkal. Reneszánsz városközpontjának szépsége és kulturális jelentősége miatt az UNESCO világörökségének része.

## Fekvése
Bolognától észak, északnyugatra fekszik a Po di Volanón, a Pó főágának egyik
elágazásán. A város a Bolognától Páduáig és Velencéig terjedő fő vasútvonalon helyezkedik el, amelynek több elágazása van Ravenna, Poggio Rusco és Codigoro felé.

## Története
Ferrara eredete bizonytalan, nem valószínű, hogy birtokolja az ősi Forum Alieni területeit, mint ahogyan azt sokan vélik. Feltehetőleg a Pó torkolatához tartozó lagúnák lakosai alapították. Két korai városközpontja is van a településnek: egy a katedrális körül, míg a másik, a castrum bizantino, ami a San Pietro-körzet, az ellentétes rakparton található, ahol a Primaro beleömlik a Volano-csatornába. A város nevével először az Aistulf lombard király által kiadott 754-es dokumentumban találkozhatunk. Desiderius zálogba bocsátott egy lombard ducatus ferrariae címet 757-ben II. István pápának. 984 után Tedalohoz tartozott, mint hűbérbirtok, Modena és Kanossza grófjához, I. Ottó unokaöccséhez. Ezután függetlenítette magát, 1101-ben Matilda grófnő vette ostrom alá. A 12-13. században szabad kommunaként a Lombard Liga tagja volt. Eközben több híres család irányítása alá tartozott, közéjük tartozott az Adelardi is.
1146-ban Guglielmo Adelardi (az utolsó Adelardi) elhalálozott, és minden tulajdona átszállt hozományként unokahúgára a Marchesellára, Azzo VI d’Este-re. Tetemes ellenséges érzelem volt tapasztalható az újonnan bekerült család és a Salinguerra között, de tekintélyes igyekezet után Azzo VII Novellót örökös podestává nevezték ki 1242-ben. Fiúunokája, II. Obizzo (1264-1293) még őt is túlszárnyalta: a lakosság a város fejedelmévé választotta. Az Este ház a továbbiakban végleg Ferrarában maradt. 1289-ben Modena fejedelme lett, majd egy évvel később Reggioé.
III. Niccolò (1393–1441) több pápát is nagy pompával fogadott, különösen IV. Jenőt, aki egy tanácsadót is tartott a városban, 1438-ban. Fia, Borso megkapta a Modena és Reggio nevű városok feletti hercegi címet III. Frigyestől 1452-ben, és 1471-ben Ferrara hercege lett, amely címet II. Pál pápa és I. Ercole (1471–1505) adományozott neki, miután sikeresen harcolt a Velencei Köztársaság ellen, és növelte a város dicsőségét, gazdagságát.
I. Ercole uralkodása alatt, aki a késői 15., és a korai 16. század legnagyobb művészeti patrónusa volt a Mediciek után, Ferrara kulturális központtá nőtte ki magát (különösen a zene területén). Zeneszerzők érkeztek a városba Európának szinte minden részéről, különösen Franciaországból, és Flandriából. Ezen nevezetes személyek közé tartozik: Josquin des Prez, Jacob Obrecht, aki kétszer is ellátogatott a városba (itt is halt meg 1505-ben, a kitört járvány következtében) és Antoine Brumel.
I. Alfonz (I. Ercole fia) feleségül vette Lukrécia Borgiát, és folytatta a Velence elleni háborút (sikeresen). 1509-ben II. Gyula pápa kiközösítette, ám ő az 1512-es ravennai csatában Gaston de Foix francia hadvezér csapatai mellett harcolva legyőzte a pápai és spanyol seregeket 1512-ben, és megvédte Ravennát. Maga Gaston de Foix elesett a harcban.
Alfonz herceg a következő pápákkal már békét kötött. 1518-tól Ariosto patrónusa. Fia, II. Ercole feleségül vette a francia Renáta hercegnőt, XII. Lajos leányát.
Az ő fia, II. Alfonz pedig Lukréciát, I. Cosimo de’ Medici toszkánai herceg lányát vette el, majd ezt követően Barbarát, II. Maximilian lányát, legvégül pedig Margherita Gonzagát, Mantua hercegének lányát vette feleségül. Ferrara hírnevét és dicsőségét az egekbe tornázta, patrónusa volt Tassónak, Guarininek, és Cremonininek. Törvényes fiú utód nélkül halt meg, így 1597-ben VIII. Kelemen pápa Ferrarát szabad hűbérbirtoknak nyilvánította, akárcsak Comacchiót.
II. Alfonzo uralkodása alatt Ferrara ismét a lenyűgöző zenei élet egyik központja lett.
Itáliában pusztán a tradicionális, zenéjükről híres városokat (Róma, Milánó, Velence) nem utasította a háta mögé. Zeneszerzők, mint Luzzasco Luzzasci, Lodovico Agostini és Carlo Gesualdo öregbítették a város hírnevét. V. Pál pápa egy erődítményt építtetett a ferrarai kastély (Castel Tedaldo) mellett, a város délnyugati sarkában. Ferrara és területei továbbra is a pápai államok közé tartoztak, az erődítményt az osztrákok használták csapatok állomásoztatására 1832-től 1859-ig, amikor is elszakadva a Lombard–Velencei Királyságtól a Szárd Királyság, majd 1861-től az Olasz Királyság része lett.

## Főbb látnivalók

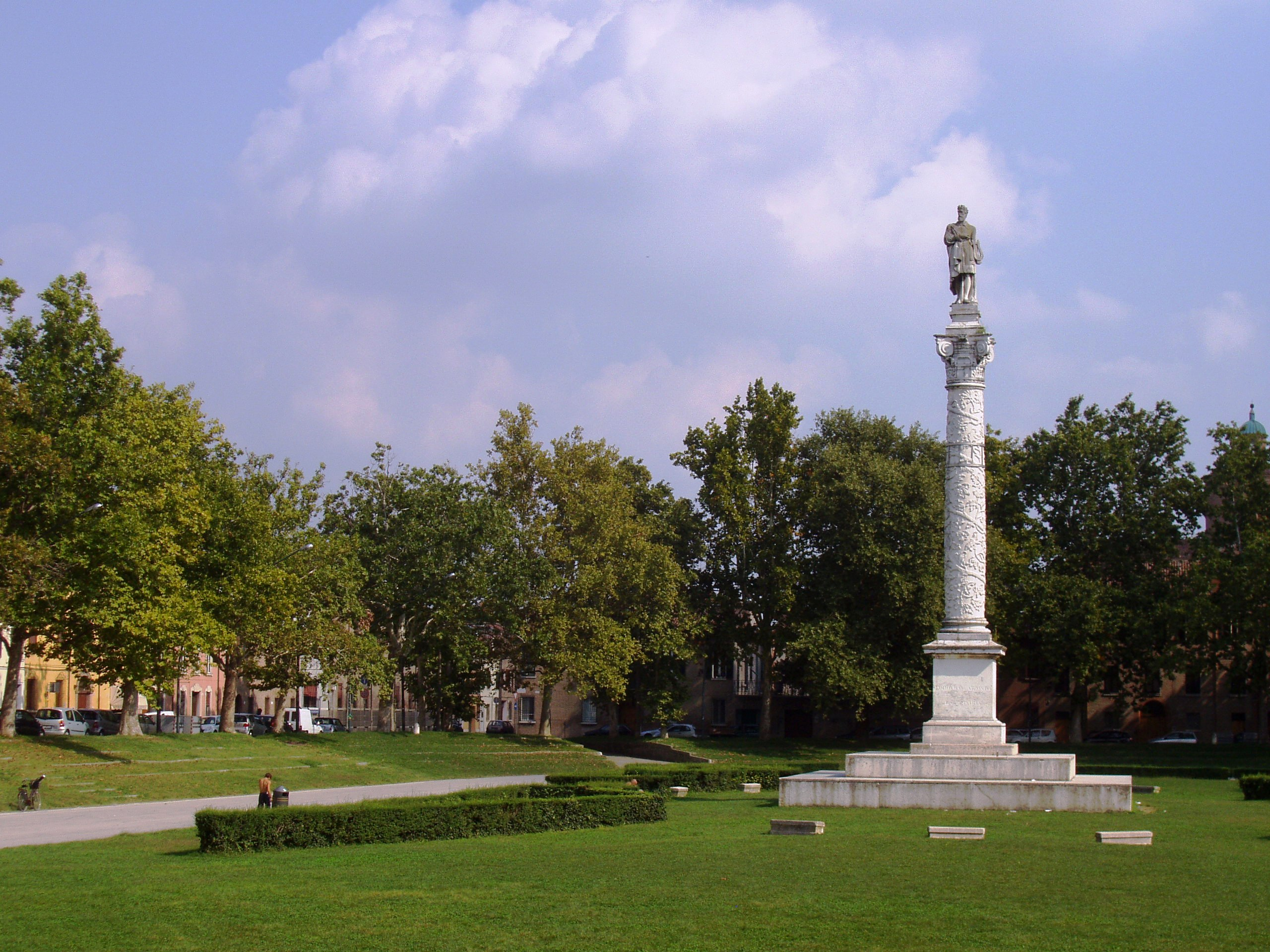
Ludovico Ariosto emlékműve

A várost a mai napig is 9 km hosszú fal veszi körül, amelynek legnagyobb része a
15-16. század során épült.
Tán a legismertebb épületek egyike a Castello Estense, ami a város közepén található, téglából épült, négy tornya van, és várárok veszi körül. 1385-ben emelték és
1554-ben részlegesen helyreállították.
Közel az előbb említett épülethez található a Szent Anna kórház, ahol a költő, Torquato Tasso elmebaját igyekeztek kezelni.
A Palazzo del Municipiot a 18. században újjáépítették, és az Este család korai
rezidenciájaként szolgált. Nem messze innen található a San Giorgo katedrális, amit 1135-ben építettek, Guglielmo degli Adelardi utasítására (ő ide van eltemetve). A belső részeket restaurálták barokk stílusban, 1712-ben. A campanile része reneszánsz stílusban épült (1451-1493), de az utolsó szint a 16. században épült.
A város egyeteme jogi, építészeti, orvosi, és természettudományi karral rendelkezik. A
könyvtára értékes kéziratokkal (Tasso, Orlando Furioso) rendelkezik. Az egyetemen megfordult
Kopernikusz (1503) és Paracelsus is.
Az Archivio Storico Comunale fontos, nagy mennyiségű történelmi dokumentummal rendelkezik. A
legkorábbiak a 15. századból származnak. Az Archivio Storico Diocesano sokkal régebbi,
955-ből származó emlékeket is őriz.
A Monastero del Corpus Dominiben találhatjuk az Este család tagjainak síremlékeit, mint
például I. Alfonzóét, II. Alfonzóét, I. Ercolét, továbbá Lukrécia Borgiáét és Eleonora
d'Aragonáét.

### További látnivalók
- A katedrális (12. század)
- A történelmi színház
- A Certosa
- A San Francesco-templom
- A San Benedetto-templom
- A Santa Maria in Vado
- A San Domenico-templom
- A San Paolo-templom
- A San Giorgio-templom
- A San Cristoforo-templom
- A Palazzo Schifanoia, 1385-ben épült Alberto V d'Este uralkodása alatt. Borso d'Este életét megörökítő freskókat tartalmaz, továbbá zodiákus szimbólumokat, és a hónapok allegorikus megfelelőit. A belső Domenico di Paris által készített stukkókat tartalmaz. Az épületben kóruskönyv és reneszánsz érmegyűjteményt is kiállítanak.
- A Palazzo della Ragione ("Az értelem Palotája") gótikus stílusban épült 1315-1326 között (az eredeti a második világháború során elpusztult).
- Ludovico Ariosto háza.
- Néhány zsinagógát is találhatunk a városban, és a Zsidó Múzeumot is, a középkori városrész szívében, közel a Castello Estense katedrálishoz. Ez az útszakasz a gettó része volt, ahová a zsidó lakosságot elkülönítették 1627-től 1859-ig.

## Testvérvárosok
- Krasznodar, Oroszország
- Lleida, Spanyolország
- Saint-Étienne, Franciaország
- Swansea, Wales, Egyesült Királyság
- Szombathely, Magyarország
- Szlovákia Zsolna
- Bosznia-Hercegovina Szarajevó (1978)[3]

## Politika
- Democratici di Sinistra
- Forza Italia
- Alleanza Nazionale
- La Margherita
- La Rosa nel Pugno
- Io amo Ferrara
- Rifondazione Comunista
- Comunisti Italiani
- Verdi per la pace

## Híres emberek
- Michelangelo Antonioni (Ferrara, 1912. szeptember 29. – Róma, 2007. július 30.) olasz filmrendező és forgatókönyvíró.
- Girolamo Savonarola (teljes nevén: Girolamo Maria Francesco Matteo Savonarola) (Ferrara, 1452. szeptember 21. – 1498. május 23.) olasz Domonkos-rendi szerzetes, az előreformátorok egyike.
- Ludovico Ariosto (névváltozat: Lodovico Ariosto) (Reggio Emilia, 1474. szeptember 8. – Ferrara, 1533. július 6.) olasz költő, író.
- Italo Balbo (Ferrara, 1896. június 6. – Tobruk, 1940. június 28.) olasz fasiszta politikus, repülőtiszt, légügyi miniszter és Líbia kormányzója.
- Daniello Bartoli prédikátor és író
- Giorgio Bassani író
- Boccaccio Boccaccino festőművész
- Giovanni Boldini festőművész
- Lucrezia Borgia méregkeverő
- Enrica Calabresi mezőgazdasági rovartanász
- Oscar Carboni énekes
- Diomede Catalucci festőművész
- Lorenzo Costa festőművész
- Francesco del Cossa festőművész
- Filippo De Pisis festőművész
- Ercole de' Roberti festőművész
- Dosso Dossi festőművész
- Girolamo Frescobaldi zenész
- Achille Funi festőművész
- Antonio Garella szobrászművész
- Cesare Giatti festőművész
- Gianfranco Goberti festőművész
- Corrado Govoni költő
- Battista Guarini költő
- Alberto Marvelli, az Actio Catholica olasz tagja
- Ludovico Mazzolino festőművész
- Andrea Poltronieri zenész és komikus
- Carlo Rambaldi, speciális filmeffektek (pl. E.T.) dizájnere
- Biagio Rossetti építész
- Vittorio Sgarbi kritikus
- Tito Vespasiano Strozzi irodalmár
- Torquato Tasso (Sorrento, 1544. március 11. – Róma, 1595. április 25.) itáliai költő, a barokk egyik legnagyobb alkotója.
- Fulvio Testi író és költő
- Benvenuto Tisi da Garofalo festőművész
- Cosmè Tura festőművész
- Alfonso Varano költő

## Fordítás
Ez a szócikk részben vagy egészben  a   Ferrara című angol Wikipédia-szócikk fordításán alapul.  Az eredeti cikk szerkesztőit annak laptörténete sorolja fel. Ez a jelzés csupán a megfogalmazás eredetét és a szerzői jogokat jelzi, nem szolgál a cikkben szereplő információk forrásmegjelöléseként.